# Deen Castronovo
Deen Castronovo, född 17 augusti 1964 i Westminster i Orange County i Kalifornien, är en amerikansk trummis som var trummis i det amerikanska rockbandet Journey mellan 1998 och 2015. Han ersatte Steve Smith som hoppade av när sångaren Steve Perry ersattes av Steve Augeri 1998. Sedan 2021 turnerar han återigen med gruppen. Castronovo har tidigare spelat i banden Wild Dogs, G//Z/R, Bad English, Hardline, och Soul Sirkus (skrivet Soul SirkUS). Han spelar även på Ozzmozis med Ozzy Osbourne.

## Biografi

### Tidigt liv
Deen Castronovo föddes i Westminster, Kalifornien, och började spela trummor vid 6 års ålder. Han växte upp i Salem, Oregon, där han gick på South Salem High School. Castronovo sa att tiden i bandet under gymnasiet gav honom identitet och självförtroende. Castronovo nämner Steve Smith, Neil Peart, Terry Bozzio, Peter Criss, John Bonham, Alex Van Halen, Kiss, Rush, Van Halen, Led Zeppelin, Phil Collins och AC/DC som musikaliska influenser.